# 許振 (正統進士)
許振（1411年—？），字玉亮，江西吉安府吉水縣人，民籍。明朝政治人物。進士出身。

## 生平
順天鄉試第六名。正統十年（1445年）乙丑科會試第九十名，殿試登進士第二甲第十四名。

## 家族
曾祖許均壽。祖父許秀遠。父亲許道生。